# Tencent
 (транскр.  Тенсент холдингс лтд.) кинески је технолошки конгломерат и холдинг са седиштем у Шенџену. Једно од мултимедијалних предузећа са највећом зарадом на свету на основу прихода. Такође је највећа компанија на свету у индустрији видео-игара.